# Quadricoma falklandiae
Quadricoma falklandiae är en rundmaskart som först beskrevs av Allgen 1952.  Quadricoma falklandiae ingår i släktet Quadricoma och familjen Desmoscolecidae. Inga underarter finns listade i Catalogue of Life.